# Gay

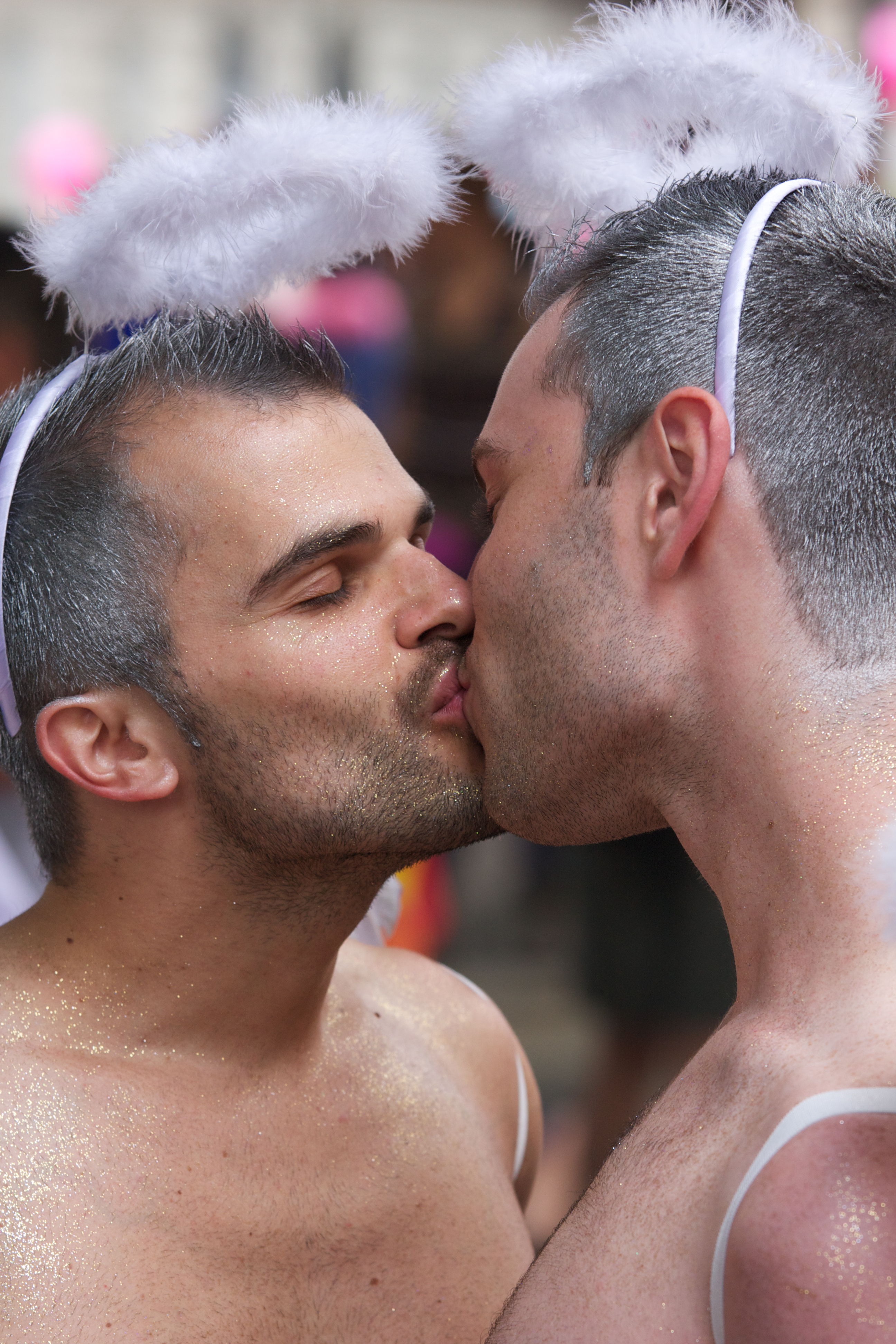
Homens se beijando durante Parada LGBT em Londres, em 2011.

Gay (AFI: /ˈgej/; do inglês gay, 'alegre, jovial') ou, mais raramente, guei, é uma palavra utilizada normalmente para se designar o indivíduo, homem ou mulher, homossexual.
O termo inglês foi incorporado em outras línguas, usada com muita frequência no Brasil e em Portugal. Embora, algumas vezes, gay seja usado como denominador comum entre homens e mulheres homossexuais e bissexuais, tal uso tem sido constantemente rejeitado por implicar na invisibilidade ante a lesbianidade e a bissexualidade. Da mesma forma, o senso comum, algumas vezes, atribui a palavra a pessoas travestis ou transexuais, atribuição esta resultante do desconhecimento da distinção entre sexualidade e gênero.

## Origem do termo
Conquanto a cultura contemporânea, em geral, tenha herdado o termo diretamente do inglês (gay, "alegre, jovial"), o vernáculo inglês colheu-o do francês arcaico (gai, 'que inspira alegria') e este obteve-o do latim tardio (gaiu, com semelhante significado).
Assim, a etimologia remonta o termo atual a três transições cultural-linguísticas: do latim tardio ao francês; do francês (arcaico) ao inglês; do inglês às demais culturas atuais.
A palavra originariamente não tinha conotação sexual necessária. Era usada para designar uma pessoa espontânea, alegre, entusiástica, feliz, e, nesse sentido, pode ser encontrada em diversas literaturas americanas, sobretudo as anteriores à década de 1920.
No entanto, o significado preliminar da palavra gay mudou drasticamente nos Estados Unidos, assumindo o significado primordial atual para definir pessoas que sentem atração sexual por pessoas do mesmo gênero, que, com a difusão da cultura estadunidense, tem sido amplamente utilizado.
O termo gay, já marcado pela conotação sexual, ao ser difundido pelos países lusófonos, era utilizado principalmente de forma pejorativa contra homens gays a partir do século XX. Contudo, a utilização da palavra pelos próprios homossexuais, a se referirem a si mesmos, fez com que a conotação negativa fosse amenizada. Em outras palavras, os homossexuais apropriaram-se da palavra, na busca de retirar-lhe, assim, a carga insultuosa.
Existem muitos sinônimos desta palavra no idioma português. No entanto, o uso dessas palavras é desaconselhado por serem consideradas de uso chulo e/ou de fundo preconceituoso.

## Orgulhogay
O maior evento LGBT em Portugal é o Arraial Pride, que começou em 1997 em Lisboa. No Brasil, a primeira Parada ocorreu no Rio de Janeiro em 1995 e, desde 1996, acontece a Parada do Orgulho LGBT de São Paulo.

## Direitosgay

### União de facto e União civil
Desde 2001, em Portugal a Lei de União de Facto aplica-se igualmente tanto a casais de pessoas de sexo diferente como a casais de pessoas do mesmo sexo. No entanto, os direitos concedidos são muito diferentes do casamento civil tradicional, além de só serem válidos após dois anos de vida em comum.
No Brasil, a lei de União Civil objetiva garantir aos casais homossexuais a igualdade de direitos face aos casais heterossexuais.

## Culturagay
Desde os anos 1970, os homossexuais começaram nos Estados Unidos uma intensa atividade cultural em torno dessa orientação sexual. São Francisco é considerada a "capital gay", e é de lá que provêm as maiores manifestações culturais desse público. É ainda em São Francisco que começam a aparecer as primeiras minorias que começaram a se afastar do que alguns consideravam o "estilo de vida gay". Existem diversas "sub-comunidades" identificáveis — a comunidade ursina, a comunidade lésbica, a comunidade das drags, entre outras. Esta divisão em "subcomunidades", contudo, pode fazer esquecer que a diversidade das pessoas é independente da orientação sexual e há muitos homossexuais que não se identificam com estas "subcomunidades" supostamente gays.

### Música
No cenário pop, pode-se destacar a dupla russa t.A.T.u. composta por Lena Katina e Yulia Volkova, que a crítica considera terem letras diretas e ousadas, a abordarem em sua temática, sobretudo, os conflitos e problemas de adolescentes gays. As duas cantoras faziam diversas insinuações sobre terem um relacionamento lésbico. No entanto, poucos meses após atingir grande sucesso, as cantoras decidem tornar público que estavam agindo de tal forma apenas para conquistar espaço na mídia.
Stephen Gately dos Boyzone também veio mexer com estereótipos ao não só vir a público afirmar-se como homossexual, o que causou alguma polêmica, sendo a banda dirigida essencialmente ao público feminino. A banda separou-se em 2000 e Stephen lançou a solo músicas como New Beginning e I Believe, que fazem referências subtis à sua experiência pessoal. A sua união civil com Andrew Cowles em 2006 também foi notícia nos media.
As cantoras Cher e Madonna, ao terem tornando visível as manifestações homossexuais tanto masculinas como femininas em seus shows e ensaios fotográficos, são também uma marca na "cultura gay contemporânea".
No Brasil, diversos artistas são abertamente homossexuais ou bissexuais: Ana Carolina, cantora que se diz abertamente bissexual. Além dela, podem-se citar casos como o de Cazuza, ex-vocalista da banda Barão Vermelho e Cássia Eller, cantora de rock. Em sua música "Iguais", Isabella Taviani mostra o amor incondicional de duas mulheres que, independentemente dos direitos civis e do preconceito da sociedade, lutam para ficar juntas.

### Artes plásticas
- Queer Art
- Nu masculino na história da fotografia

### Japoneses
- Bara
- Yaoi
- Shonen-ai
- Yuri
- Shojo-ai
- Shūdō

### Literatura
- João Silvério Trevisan
- Homosexuality in Biblical Times - Tom Horner, Filadélfia, Westminster Press, 1978.
- Homossexualidade e Bíblia

### Cinema
Filmes com temática gay surgiram nos primórdios da indústria cinematográfica. Já no filme mudo pode ser constatada a presença de personagens gays.
Nas primeiras décadas do cinema, prevaleceram representações estereotipadas, preconceituosas ou trágicas.
Atualmente, o cinema não deixa de tratar de assuntos controversos, mas desenvolveu-se uma sofisticação maior no tratamento dos personagens.
Segue uma pequena mas variada lista de filmes com personagens gays de diferentes culturas, por exemplo da Austrália, Bélgica, Brasil, Canadá, Japão, etc.
- Alexander
- Brokeback Mountain
- Fucking Åmål
- Philadelphia (filme)
- La cage aux folles (filme)
- Madame Satã (filme)
- Maurice (filme)
- Tabu (Gohatto)‎
- The Celluloid Closet
- Vera (filme)‎
- Wilby Wonderful

### Mercado
Algumas companhias de publicidade classificam um subgrupo dos gays como um público consumidor qualificado e de alto poder aquisitivo. As principais empresas de marketing já estão sintonizadas com esta nova tendência e já direcionam campanhas exclusivamente para este público. Desde 2001, já há um banco específico para este mercado em São Francisco. [carece de fontes?]
No entanto, equalizar este subgrupo com todas as pessoas com orientação sexual homossexual deixa de fora todos aqueles que têm empregos com menores remunerações e outras preocupações na vida não compatíveis com o suposto "estilo de vida gay".